# Сервейер-6
«Серве́йер-6» — шестой беспилотный космический аппарат NASA, запущенный по американской программе «Сервейер», и четвёртый из них, совершивший мягкую посадку на Луну. «Сервейер-6» прилунился 10 ноября 1967 года в Центральном Заливе. 17 ноября 1967 года аппарат включил двигатели и переместился на новую точку. Этот запуск стал первым в истории, произведённым с поверхности Луны.

## Описание миссии
«Сервейер-6» был запущен 7 ноября 1967 года с космодрома на базе ВВС США на мысе Канаверал и 10 ноября прилунился в Центральном Заливе в точке с координатами 0,49° с. ш., 1,40° в. д. После посадки аппарат производил панорамную съёмку местности. В отличие от предыдущих аппаратов программы, телекамера «Сервейер-6» была оборудована поляризующими фильтрами. Было отснято и передано на Землю 29 952 снимка. С помощью альфа-анализатора производился анализ химического состава грунта, было установлено что он состоит из базальтов, как и в месте посадки «Сервейер-5».
17 ноября 1967 года двигатели «Сервейер-6» были запущены на 2,5 с, и аппарат поднялся над поверхностью на высоту от 3 до 4 м, после чего повторно совершил прилунение в 2,4 м к западу от первоначальной точки. Манёвр позволил получить данные о функционировании ракетных двигателей на Луне, произвести обзор первого места посадки и выполнить повторную съёмку местности для получения стереофотографий.
После начала лунной ночи 26 ноября 1967 года передача данных прекратилась из-за недостатка энергии. 14 декабря 1967 года аппарат вышел на связь, однако передача данных не возобновилась. В этот же день в 19:17 UTC связь с аппаратом прекратилась.